# Parque Indígena do Xingu

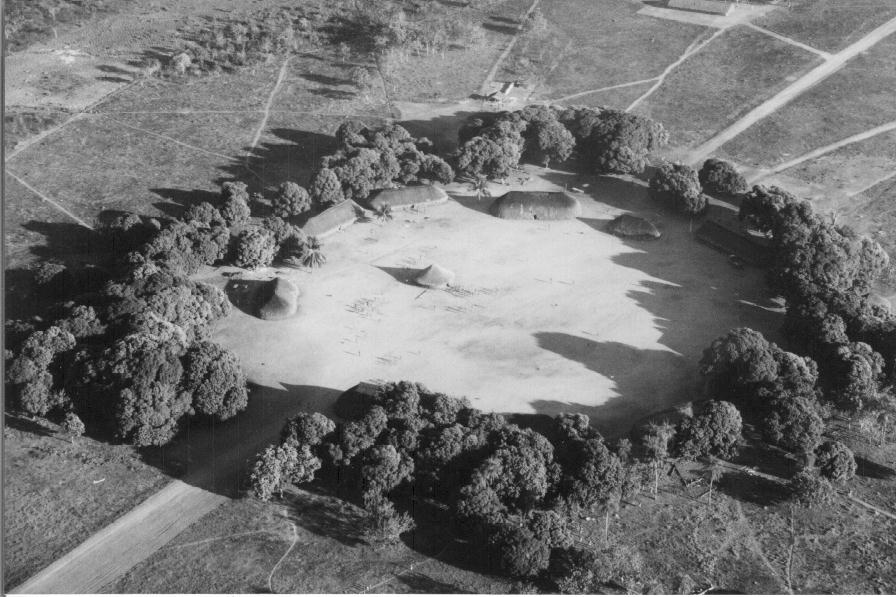
Kamaiurádorp in het park

Het Parque Indígena do Xingu (voorheen: Parque Nacional Indígena do Xingu) is een park en inheems gebied (terra indígena) aan de Xingu in Mato Grosso, Brazilië. Het park heeft tot doel de bescherming van het milieu en van de inheemse Xingu bevolking.

## Geschiedenis
Het park werd opgericht op 14 april 1961, na een campagne van de gebroeders Villas-Bôas voor de bescherming van de regio. Het decreet voor het park werd ondertekend door president Jânio da Silva Quadros. De oppervlakte van het park bedraagt 2.642.003 ha (26.420 km²) en binnen het gebied bevinden zich delen van de gemeenten Canarana, Paranatinga, São Félix do Araguaia, São José do Xingu, Gaúcha do Norte, Feliz Natal, Querência, União do Sul, Nova Ubiratã en Marcelândia. Het verhaal over het park werd in 2011 uitgebracht in de film Xingu.
De oprichting van het park had een dubbel doel: de bescherming van de omgeving en de bescherming van de inheemse bevolking van de regio. Het park is het grootste indianenreservaat in de wereld met meer dan een dozijn verschillende etnische groepen: Aweti, Ikpeng, Kaiabi, Kalapalo, Kamaiurá, Kĩsêdjê, Kuikuro, Matipu, Mehinako, Nahukuá, Naruvotu, Trumai, Wauja, Yawalapiti en Yudjá. Het aantal Xingu in de 32 nederzettingen is gestegen tot meer dan 3000 inwoners, waarvan de helft jonger is dan 15 jaar.

## Externe links

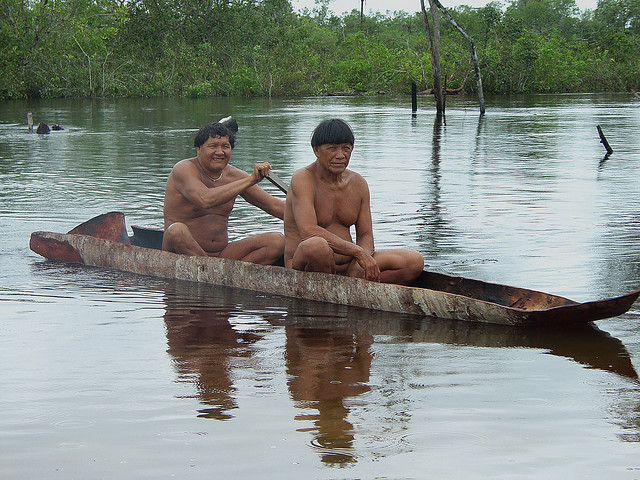
Twee Kalapalo kanoën op de Kuluene een bovenloop van de Xingu